# Сигнал проверки времени
Сигналы проверки времени («6 точек», СПВ) — сигналы, передаваемые через сеть звукового радиовещания, содержащие в себе информацию о значении часа суток. СПВ предназначены для проверки показаний и автоматической синхронизации часов технического и бытового назначения. Среди других способов распространения точного времени СПВ являются наименее точными. В аналоговых системах передачи задержка распространения может достигать нескольких сотых долей секунды, в цифровых — значительно больше.

## История
Появление радио позволило усовершенствовать способ распространения сообщений о точном времени, что было особенно важно для навигационных целей (определения долготы). Впервые сигналы точного времени передавались в 1900 году в России во время работ по спасению по спасению севшего на камни у острова Гогланд русского броненосца «Генерал-Адмирал Апраксин»: кроме аварийных радиограмм, на Гогланд из г. Котка раз в сутки передавали сигнал для сверки часов. Первые радиосигналы времени для навигации начала передавать осенью 1904 года радиослужба ВМС США. Корабли в море получили возможность устанавливать свои хронометры по этим сигналам.
В Великобритании подобные сигналы начали передаваться на радио BBC 5 февраля 1924 года, так называемый гринвичский сигнал времени.
В РСФСР регулярные передачи в эфир сигналов точного времени из Главной астрономической обсерватории в Пулкове начались с 1 декабря 1920 года через радиостанцию «Новая Голландия». Сигнал передавался ежедневно в 19 ч 30 минут по всемирному времени (с июля 1921 года в 19:00). С 25 мая 1921 года сигналы времени начали передаваться через Московскую Октябрьскую (Ходынскую) радиостанцию в 22:00 GMT. В 1929 г. сигналы точного времени начали транслироваться через Ташкентскую радиостанцию.
В СССР сигналы точного времени передавались в 15:00 московского времени и сопровождались следующим текстом:

(Мужским голосом)

Передаем сигналы точного времени
Начало шестого сигнала соответствует 15 часам московского времени

(Шесть сигналов)
(Женским голосом)
Говорит Москва
В столице - 15 часов
В Ереване, Ульяновске, Волгограде - 16

В Ашхабаде - 17
В Караганде - 18
В Красноярске - 19
В Иркутске - 20
В Чите - 21
В Хабровске, Владивостоке - 22
В Южно-Сахалинске - 23 часа
В Петропавловске-Камчатском - полночь

## Современность
В настоящее время существуют различные системы передачи точного времени. Самой распространённой европейской системой является DCF77 (Германия). В США используется система WWVB, в Японии —– JJY. С помощью таких систем осуществляется регулирование времени телевизионных и радиостанций, часов, установленных на почтамтах и железной дороге и т.д.

## Cигналы точного времени в России
В России подведомственная Росстандарту Государственная служба времени, частоты и определения параметров вращения Земли (ГСВЧ) передает информацию о точном московском времени, календарной дате и эталонных сигналах времени (ЭСЧВ) с помощью навигационной спутниковой системы ГЛОНАСС, спутниковых средства связи, радиосвязь (включая специализированные радиостанции), радиовещания и телевидения. Сеть ГСВЧ состоит из специализированных радиостанций с позывными RBU и RTZ в диапазоне длинных волн, специализированных радиостанций с позывным RWM в диапазоне коротких волн, средств передачи ЭСЧВ через радиостанции связи сверхдлинного диапазона и радионавигационных станций длинных волн в диапазоне Минобороны (Бета, Чайка), навигационной сети ГЛОНАСС и средств передачи точного времени через Интернет. Передаваемые этими средствами сигналы синхронизированы с точным временем, формируемым подведомственным Росстандарту Всероссийским научно-исследовательским институтом физико-технических и радиотехнических измерений (ВНИИФТРТИ).
Сигнал проверки времени представляет собой последовательность из шести прямоугольных радиоимпульсов с частотой заполнения 1000 Гц. Первые пять импульсов имеют длительность 100 мс каждый, длительность шестого импульса изменяется в зависимости от значения часа суток московского времени от 100 мс до 560 мс через 20 мс в соответствии с выражением
```
t = (100+20*h) мс
```

где h — целочисленное значение часа. Начало шестого импульса соответствует началу часа — 0 минут 0 секунд. Во втором, третьем, четвёртом и пятом радиоимпульсах СПВ дополнительно передаются сигналы в виде синусоидальных колебаний с уровнем на 21 дБ ниже максимального уровня СПВ и следующими частотами:
- (2500±40,5) Гц (во втором импульсе);
- (60,2±40,01) Гц и (6313±41) Гц (в третьем импульсе);
- (260,4±40,2) Гц и (9541,5±42) Гц (в четвёртом импульсе);
- (4528,5±41) Гц и (14534,5±42)Гц (в пятом импульсе).

Эти сигналы предназначены для автоматического контроля каналов и трактов звукового вещания.